# Kraina Łagodności (seria albumów)
Kraina Łagodności – seria albumów muzycznych powiązana z programem telewizyjnym Kraina Łagodności.
Są to kompilacje utworów z gatunku poezji śpiewanej. Nagrania dokonane zostały w przeważającej części w profesjonalnych studiach. Zawiera utwory zarówno wykonawców znanych ze scen od wielu lat jak również tych debiutujących. Utrzymana jest w ciepłym klimacie a jakość nagrań jest wzorcowa. Występuje także w książce Barbary Kosmowskiej Teren prywatny wydanej w roku 2001.
W formie jednego albumu (pt. Box Kraina Łagodności) zostały one wydane w 2010 roku z okazji 20-lecia Pomatonu.

## Kraina Łagodności (Pomaton EMI1996)
1. Wolna Grupa Bukowina – Bez słów (Chodzą ulicami ludzie) (sł. i muz. Wojtek Bellon)
2. Robert Kasprzycki – Niebo do wynajęcia (sł. i muz. Robert Kasprzycki)
3. Elżbieta Adamiak – Jesienna zaduma (sł. Jerzy Harasymowicz, muz. Elżbieta Adamiak)
4. Czerwony Tulipan – Jedyne co mam... (sł. Maria Platte, muz. Stefan Brzozowski)
5. Jarosław Wasik – Nastroje (sł. i muz. Jarosław Wasik)
6. Antonina Krzysztoń – Perłowa łódź (sł. I-Jah-Man, muz. Antonina Krzysztoń)
7. Szymon Zychowicz – Pozytywka (sł. i muz. Szymon Zychowicz)
8. Magda Umer – O niebieskim pachnącym groszku (sł. A. Trzebiński, muz. Wojciech Trzciński)
9. Raz, Dwa, Trzy – W wielkim mieście (sł. i muz. Adam Nowak)
10. Stare Dobre Małżeństwo – Czarny blues o czwartej nad ranem (sł. Adam Ziemianin, muz. Krzysztof Myszkowski)
11. Nasza Basia Kochana – Za szybą (sł. Jacek Cygan, Jerzy Filar, muz. Jerzy Filar, Andrzej Pawlukiewicz)
12. Mariusz Lubomski – Spacerologia (sł. Sławek Wolski, muz. Mariusz Lubomski)
13. Tadeusz Woźniak – Zegarmistrz światła (sł. Bogdan Chorążuk, muz. Tadeusz Woźniak)
14. Grzegorz Turnau – Naprawdę nie dzieje się nic (sł. Michał Zabłocki, muz. Grzegorz Turnau)
15. Magda Turowska – Rzeki snu (sł. Marek Grala, muz. Waldemar Koperkiewicz)
16. Pod Budą – Zamieszkamy pod wspólnym dachem (sł. i muz. Andrzej Sikorowski)

Redakcja albumu: Janusz Deblessem

## Kraina Łagodności – spotkanie drugie (Pomaton EMI 1997)
1. Wolna Grupa Bukowina – Pieśń łagodnych (sł. Wojtek Bellon, muz. Wojciech Jarociński)
2. Grzegorz Tomczak – Niebieska piosenka (sł. i muz. Grzegorz Tomczak)
3. Antonina Krzysztoń – Kiedy przyjdzie dzień (sł. Antonina Krzysztoń, muz. Kuba)
4. Stare Dobre Małżeństwo – Jak (sł. Edward Stachura, muz. Krzysztof Myszkowski)
5. Marek Andrzejewski – Jak listy (sł. Marek Andrzejewski, muz. Tomasz Denis)
6. Nasza Basia Kochana – Nasz Modigliani (sł. Jacek Cygan, muz. Jacek Cygan, Jerzy Filar)
7. Grzegorz Turnau – Kawałek cienia (sł.i muz. Grzegorz Turnau)
8. Dagmara Korona-Persowska – Bałagany (sł. Ewa Andrzejewska, muz. Mirosław Kowalik)
9. Tadeusz Woźniak – Smak i zapach pomarańczy (sł. Bogdan Chorążuk, muz. Tadeusz Woźniak)
10. Pod Budą – Ballada o walizce (sł. Andrzej Sikorowski, muz. Jan Hnatowicz)
11. Raz, Dwa, Trzy – Nie będziemy (sł. i muz. Adam Nowak)
12. Robert Kasprzycki – Zapiszę śniegiem w kominie (sł. i muz. Robert Kasprzycki)
13. Mirosław Czyżykiewicz – Jednym szeptem (sł. i muz. Mirosław Czyżykiewicz)
14. Tomasz Wachnowski – Dziennik z podróży (sł. i muz. Tomasz Wachnowski)
15. Jonasz Kofta – Song o ciszy (sł. Jonasz Kofta, muz. Andrzej Zarycki)
16. Grzegorz Turnau i Andrzej Sikorowski – Pejzaż horyzontalny (sł. Wiesław Dymny, muz. Jan Kanty Pawluśkiewicz)

Redakcja albumu: Magda Turowska

## Kraina Łagodności – trzecia wyprawa (Pomaton EMI 1999)
1. Wolna Grupa Bukowina – Sielanka o domu (sł. i muz. Wojciech Bellon)
2. Antonina Krzysztoń – Inny świat (sł. Antonina Krzysztoń, muz. ludowa z Madagaskaru)
3. Grzegorz Turnau – Między ciszą a ciszą (sł. Michał Zabłocki, muz. Grzegorz Turnau)
4. Tomasz Olszewski – Zza ciemnych szyb (sł. i muz. Tomasz Olszewski)
5. Basia Stępniak-Wilk – O obrotach sfer niebieskich (sł. i muz. Basia Stępniak-Wilk)
6. Andrzej Garczarek – Do niepierwszej miłości (sł. i muz. Andrzej Garczarek)
7. Robert Kasprzycki – Miejsca, przedmioty, kształty, drzwi (sł. i muz. Robert Kasprzycki)
8. Mariusz Lubomski – Pociąg (sł. i muz. Paolo Conte, tł. Jerzy Menel)
9. Anna Szałapak – Zaklinanie, czarowanie (sł. Michał Zabłocki, muz. Jan Kanty Pawluśkiewicz)
10. Stare Dobre Małżeństwo – Miejska strona księżyca (sł. Adam Ziemianin, muz. Krzysztof Myszkowski)
11. Pod Budą – Blues o starych sąsiadach (sł. Andrzej Sikorowski, muz. Jan Hnatowicz)
12. Jarosław Wasik – Po prostu pragnę (sł. Jarosław Wasik, muz. Paweł Dampc)
13. Czerwony Tulipan – Czyści jak łza (sł. Marek Markiewicz, muz. Jaromir Wroniszewski)
14. Mirosław Czyżykiewicz – Kocham (sł. i muz. Mirosław Czyżykiewicz)
15. Marek Gałązka i zespół „Po drodze” – Bezduszka (sł. Ryszard Milczewski Bruno, muz. Marek Gałązka)
16. Mikroklimat – Są słowa (sł. Barbara Sobolewska, muz. Stanisław Szczyciński)
17. Raz, Dwa, Trzy – Pod niebem (sł. i muz. Adam Nowak)
18. Andrzej Poniedzielski – Chyba już można (sł. i muz. Andrzej Poniedzielski)

Redakcja albumu: Tomasz Kopeć

## Kraina Łagodności – czterolistna (Pomaton EMI 2000)
| 01. | Marek Grechuta – „Dni, których nie znamy” sł. Marek Grechuta, muz. Jan Kanty Pawluskiewicz       |  |
|     |                                                                                                  |  |
| 02. | Grzegorz Turnau – „Wiem” sł. Andrzej Poniedzielski, muz. Grzegorz Turnau                         |  |
|     |                                                                                                  |  |
| 03. | Wolna Grupa Bukowina – „Chyli się dzień do kresu” sł. Wojciech Bellon, muz. Wacław Juszczyszyn   |  |
|     |                                                                                                  |  |
| 04. | Agnieszka Chrzanowska – „Kalendarz” sł. Michał Zabłocki, muz. Agnieszka Chrzanowska              |  |
|     |                                                                                                  |  |
| 05. | Robert Kasprzycki – „Na do widzenia” sł. i muz. Robert Kasprzycki                                |  |
|     |                                                                                                  |  |
| 06. | Lidia Jazgar i „Galicja” – „Słowa (Zaklęcia)” sł. i muz. Ryszard Brączek                         |  |
|     |                                                                                                  |  |
| 07. | Pod Budą – „Żal za Piotrem S.” sł. i muz. Andrzej Sikorowski                                     |  |
|     |                                                                                                  |  |
| 08. | Raz, Dwa, Trzy – „Amulet” sł. i muz. Adam Nowak                                                  |  |
|     |                                                                                                  |  |
| 09. | Mariusz Lubomski – „A mój pies jest inny” sł. Rafał Bryndal, muz. Mariusz Lubomski               |  |
|     |                                                                                                  |  |
| 10. | Tomasz Wachnowski – „Byłoby miło” sł. i muz. Tomasz Wachnowski                                   |  |
|     |                                                                                                  |  |
| 11. | Antonina Krzysztoń – „Czemu Ty” sł. i muz. Antonina Krzysztoń                                    |  |
|     |                                                                                                  |  |
| 12. | Tadeusz Woźniak – „Ile zapragną” sł. Bogdan Loebl, muz. Tadeusz Woźniak                          |  |
|     |                                                                                                  |  |
| 13. | Stare Dobre Małżeństwo – „U studni” sł. Adam Ziemianin, muz. Krzysztof Myszkowski                |  |
|     |                                                                                                  |  |
| 14. | Barbara Raduszkiewicz – „Czasowo dolne” sł. i muz. Grzegorz Tomczak                              |  |
|     |                                                                                                  |  |
| 15. | Jerzy Filar – „Cienie” sł. Jacek Cygan, muz. Jerzy Filar                                         |  |
|     |                                                                                                  |  |
| 16. | Mirosław Czyżykiewicz – „Sam na sam” sł. i muz. Mirosław Czyżykiewicz                            |  |
|     |                                                                                                  |  |
| 17. | Elżbieta Wojnowska – „Życie moje” sł. Andrzej Bursa, muz. Henryk Alber                           |  |
|     |                                                                                                  |  |
| 18. | Czerwony Tulipan – „A jednak po nas coś zostanie” sł. Bogusław Żmijewski, muz. Stefan Brzozowski |  |
|     |                                                                                                  |  |
Redakcja albumu: Tomasz Kopeć